# Bostrychia
A Bostrychia a madarak (Aves) osztályának a gödényalakúak (Pelecaniformes) rendjébe, ezen belül az íbiszfélék (Threskiornithidae) családjába és az íbiszformák (Threskiornithinae) alcsaládjába tartozó nem.

## Tudnivalók
A Bostrychia-fajok Afrika több országában is megtalálhatók.

## Rendszerezés
Az nembe az alábbi 5 faj tartozik:
- törpeíbisz (Bostrychia bocagei) Chapin, 1923 - korábban az olajfényű íbisz alfajának vélték
- lebenyes íbisz (Bostrychia carunculata) (Rüppell, 1837)
- hadadaíbisz (Bostrychia hagedash) (Latham, 1790)
- olajfényű íbisz (Bostrychia olivacea) (Du Bus De Gisignies, 1838)
- foltosnyakú íbisz (Bostrychia rara) (Rothschild, Hartert & Kleinschmidt, 1897)